# Lepidapedon gadi
Lepidapedon gadi är en plattmaskart. Lepidapedon gadi ingår i släktet Lepidapedon och familjen Lepocreadiidae. Inga underarter finns listade i Catalogue of Life.